# Liga Nacional de Fútbol Profesional de Honduras
La Liga Nacional de Honduras è la divisione di vertice del  campionato honduregno di calcio.
La stagione honduregna è divisa in due tornei, quello di Apertura (autunno) e quello di Clausura (primavera). La squadra che detiene meno punti nel complessivo di Apertura e Clausura retrocede in seconda divisione (Liga de Ascenso), sostituita da un'altra squadra di quella divisione (per la precisione la vincitrice del play-off di promozione giocatosi tra la vincitrice di Apertura e quella di Clausura, i cui play-off si giocano tra le prime due classificate dei quattro gironi). Le prime quattro squadre classificate partecipano ai play-off per decidere la vincitrice del campionato.
Il campionato honduregno occupa il 74º posto del ranking mondiale dei campionati stilato annualmente dall'IFFHS e il 5º posto a livello continentale.

## Squadre
Stagione 2023-2024.
| Club              | Città          | Stagione precedente                                  |
| ----------------- | -------------- | ---------------------------------------------------- |
| Olimpia           | Tegucigalpa    | Campione di Apertura e di Clausura                   |
| Motagua           | Tegucigalpa    | Finalista di Apertura, 1º turno di Clausura          |
| Real España       | San Pedro Sula | 1º turno di Apertura, semifinalista di Clausura      |
| Marathón          | San Pedro Sula | Semifinalista di Apertura, semifinalista di Clausura |
| Vida              | La Ceiba       | 7° nell'Apertura, 7° nel Clausura                    |
| Deportivo Génesis | Comayagua      | 1° in Liga de Ascenso                                |
| Lobos UPNFM       | Tegucigalpa    | 8° nell'Apertura, 1º turno di Clausura               |
| Real Sociedad     | Tocoa          | 10° nell'Apertura, 8° nel Clausura                   |
| Victoria          | La Ceiba       | Semifinalista di Apertura, 10° nel Clausura          |
| Olancho           | Juticalpa      | 1º turno di Apertura, finalista di Clausura          |

## Albo d'oro
Per le stagioni in cui si sono disputati i play-off, si riporta solo il risultato della finale.
| Stagione      | Campione                                      | Risultato                                     | 2°                                            | Allenatore Campione                           | Retrocessione                                 |
| ------------- | --------------------------------------------- | --------------------------------------------- | --------------------------------------------- | --------------------------------------------- | --------------------------------------------- |
| 1965          | Platense                                      | Campionato Regolare                           | Olimpia                                       | Carlos Padilla Velásquez                      | Nessuna                                       |
| 1966          | Olimpia                                       | Campionato Regolare                           | Marathón                                      | Mario Griffin Cubas                           | Troya                                         |
| 1967          | Olimpia                                       | Campionato Regolare                           | Marathón                                      | Mario Griffin Cubas                           | San Pedro                                     |
| 1968          | Motagua                                       | Campionato Regolare                           | Olimpia                                       | Rodolfo Ramírez Godoy                         | CD Atlético Español                           |
| 1969          | Olimpia                                       | Campionato Regolare                           | Motagua                                       | Carlos Suazo Lagos                            | Honduras                                      |
| 1970          | Motagua                                       | Campionato Regolare                           | Olimpia                                       | Carlos Padilla Velásquez                      | CD Victoria                                   |
| 1971          | Olimpia                                       | Campionato Regolare                           | CD Vida                                       | Carlos Alberto Vieira                         | Lempira                                       |
| 1973          | Motagua                                       | Campionato Regolare                           | Marathón                                      | Carlos Padilla Velásquez                      | Troya                                         |
| 1974          | Real España                                   | 1-0                                           | Motagua                                       | José de la Paz Herrera                        | Atlético Indio                                |
| 1975          | Real España                                   | 1-1, 2-0                                      | Olimpia                                       | Carlos Padilla Velásquez                      | Atlántida                                     |
| 1976          | Real España                                   | 0-0, 4-1                                      | Motagua                                       | Carlos Padilla Velásquez                      | Campamento                                    |
| 1977          | Olimpia                                       | 0-0, 2-0                                      | Real España                                   | Carlos Cruz Carranza                          | CD Federal                                    |
| 1978          | Motagua                                       | 1-0, 4-1                                      | Real España                                   | Néstor Matamala                               | Tiburones                                     |
| 1979          | Marathón                                      | 1-0, 1-0                                      | Universidad                                   | Ángel Ramón Rodríguez                         | Atlético Portuario                            |
| 1980          | Real España                                   | 2-1                                           | Marathón                                      | Néstor Matamala                               | Nessuna                                       |
| 1981          | CD Vida                                       | 3-1, 1-0                                      | Atlético Morazán                              | Roberto Gonzales Ortega                       | Platense - Universidad                        |
| 1982          | Olimpia                                       | Nessuna finale                                | Motagua                                       | José Luis Matteras                            | Atlético Independiente                        |
| 1983          | CD Vida                                       | Nessuna finale                                | Universidad                                   | Gonzalo Zelaya                                | Dandy                                         |
| 1984          | Olimpia                                       | Nessuna finale                                | CD Vida                                       | Enrique Grey Funez                            | Sula                                          |
| 1985          | Marathón                                      | Nessuna finale                                | CD Vida                                       | Gonzalo Zelaya                                | Universidad                                   |
| 1986          | Olimpia                                       | Nessuna finale                                | Real España                                   | Néstor Matamala                               | Tela Timsa                                    |
| 1987          | Olimpia                                       | 0-0, 1-0                                      | Marathón                                      | Carlos Padilla Velásquez                      | EACI                                          |
| 1988          | Real España                                   | 0-2, 2-0 Tempi Supplementari                  | Olimpia                                       | Flavio Ortega                                 | Universidad                                   |
| 1989          | Olimpia                                       | 0-1, 1-0 Miglior Risultato                    | Real España                                   | Estanislao Malinowsky                         | Curacao                                       |
| 1990          | Real España                                   | 0-0, 2-1                                      | Motagua                                       | Flavio Ortega                                 | Sula                                          |
| 1991          | Motagua                                       | 0-0, 1-0                                      | Real España                                   | Ángel Ramón Rodríguez                         | Atlético Indio                                |
| 1992          | Olimpia                                       | Nessuna finale                                | Petrotela                                     | José de la Paz Herrera                        | Super Estrella                                |
| 1993          | Real España                                   | Nessuna finale                                | Motagua                                       | Ernesto Luzardo                               | Petrotela                                     |
| 1994          | CD Victoria                                   | 0-0, 1-1-Gol d/Visita                         | Olimpia                                       | Julio González Montemurro                     | Deportes Progreseño                           |
| 1995          | Olimpia                                       | 3-0, 0-0                                      | Real España                                   | Flavio Ortega                                 | Broncos UNAH                                  |
| 1996          | Olimpia                                       | 1-1, 3-0                                      | Platense                                      | José de la Paz Herrera                        | Atlético Independiente                        |
| Apertura 1997 | Motagua                                       | 1-0, 2-1                                      | Real España                                   | Ramón Maradiaga                               | Palestino FC                                  |
| Clausura 1998 | Motagua                                       | 0-0, 1-0                                      | Olimpia                                       | Ramón Maradiaga                               | Atlético Independiente                        |
| 1999          | Olimpia                                       | 1-1, 1-0                                      | Real España                                   | Julio González Montemurro                     | Real Maya                                     |
| Apertura 1999 | Motagua                                       | 0-0, 0-0 (6-5 pen)                            | Olimpia                                       | José Treviño                                  | -----                                         |
| Clausura 2000 | Motagua                                       | 1-1, 1-1 (3-2 pen)                            | Olimpia                                       | José Luis Reyes                               | CD Federal                                    |
| Apertura 2000 | Olimpia                                       | 1-0, 1-1                                      | Platense                                      | Edwin Pavón                                   | -----                                         |
| Clausura 2001 | Platense                                      | 1-1, 1-0                                      | Olimpia                                       | Alberto Domingo Romero                        | Broncos UNAH                                  |
| Apertura 2001 | Motagua                                       | 0-1, 3-2                                      | Marathón                                      | Gilberto Yearwood                             | -----                                         |
| Clausura 2002 | Marathón                                      | 4-1, 0-1                                      | Olimpia                                       | José de la Paz Herrera                        | Deportes Savio                                |
| Apertura 2002 | Olimpia                                       | 1-1, 2-1                                      | Platense                                      | Juan Carlos Espinoza                          | -----                                         |
| Clausura 2003 | Marathón                                      | 1-0, 3-1                                      | Motagua                                       | Flavio Ortega                                 | CD Victoria                                   |
| Apertura 2003 | Real España                                   | 2-2, 2-0                                      | Olimpia                                       | Juan de Dios Castillo                         | -----                                         |
| Clausura 2004 | Olimpia                                       | 1-0, 1-0                                      | Marathón                                      | José de la Paz Herrera                        | Real Patepluma                                |
| Apertura 2004 | Marathón                                      | 3-2, 2-1                                      | Olimpia                                       | Nicolás Suazo                                 | -----                                         |
| Clausura 2005 | Olimpia                                       | 1-1, 2-1                                      | Marathón                                      | Nahúm Espinoza                                | Atlético Olanchano                            |
| Apertura 2005 | Olimpia                                       | 1-2, 2-0                                      | Marathón                                      | Nahúm Espinoza                                | ------                                        |
| Clausura 2006 | Olimpia                                       | 3-3, 1-0                                      | CD Victoria                                   | Nahúm Espinoza                                | Hispano FC                                    |
| Apertura 2006 | Motagua                                       | 1-1, 3-1                                      | Olimpia                                       | Ramón Maradiaga                               | -----                                         |
| Clausura 2007 | Real España                                   | 1-2, 3-1                                      | Marathón                                      | José Treviño                                  | Broncos UNAH                                  |
| Apertura 2007 | Marathón                                      | 0-0, 2-0                                      | Motagua                                       | Manuel Keosseián                              | -----                                         |
| Clausura 2008 | Olimpia                                       | 1-1, 1-0                                      | Marathón                                      | Juan de Dios Castillo                         | Atlético Olanchano                            |
| Apertura 2008 | Marathón                                      | 1-1, 1-0                                      | Real España                                   | Manuel Keosseián                              | -----                                         |
| Clausura 2009 | Olimpia                                       | 2-2, 2-1                                      | Real España                                   | Juan Carlos Espinoza                          | Real Juventud                                 |
| Apertura 2009 | Marathón                                      | 0-1, 2-0                                      | Olimpia                                       | Manuel Keosseián                              | -----                                         |
| Clausura 2010 | Olimpia                                       | 3-1, 0-1                                      | Motagua                                       | Carlos Restrepo Isaza                         | Real Juventud                                 |
| Apertura 2010 | Real España                                   | 1-1, 2-1                                      | Olimpia                                       | Mario Zanabria                                | -----                                         |
| Clausura 2011 | Motagua                                       | 2-2, 3-1                                      | Olimpia                                       | Ramón Maradiaga                               | Hispano FC                                    |
| Apertura 2011 | Olimpia                                       | 1-0, 2-0                                      | Real España                                   | Danilo Javier Tosello                         | -----                                         |
| Clausura 2012 | Olimpia                                       | 0-0, 1-0                                      | Marathón                                      | Danilo Javier Tosello                         | Club Deportivo Platense                       |
| Apertura 2012 | Olimpia                                       | 0-0, 4-0                                      | CD Victoria                                   | Danilo Javier Tosello                         | ---                                           |
| Clausura 2013 | Olimpia                                       | 0-1, 2-0                                      | Real Sociedad                                 | Juan Carlos Espinoza                          | Atlético Choloma                              |
| Apertura 2013 | Real España                                   | 3-1, 0-2 (3-1 pen.)                           | Real Sociedad                                 | Hernán Medford                                | ---                                           |
| Clausura 2014 | Olimpia                                       | 0-0, 0-0 (4-2 pen.)                           | Marathón                                      | Héctor Vargas                                 | Deportes Savio                                |
| Apertura 2014 | Motagua                                       | 0-0, 2-1                                      | Real Sociedad                                 | Diego Vásquez                                 | ---                                           |
| Clausura 2015 | Olimpia                                       | 2-1, 0-0                                      | Motagua                                       | Héctor Vargas                                 | Parrillas One                                 |
| Apertura 2015 | Honduras Progreso                             | 3-3, 1-1 (4-1 pen.)                           | Motagua                                       | Héctor Castellón                              | ---                                           |
| Clausura 2016 | Olimpia                                       | 2-1, 3-1                                      | Real Sociedad                                 | Héctor Vargas                                 | Victoria                                      |
| Apertura 2016 | Motagua                                       | 1-0, 1-1                                      | Platense                                      | Diego Vásquez                                 | ---                                           |
| Clausura 2017 | Motagua                                       | 4-1, 3-0                                      | Honduras Progreso                             | Diego Vásquez                                 | Social Sol                                    |
| Apertura 2017 | Real España                                   | 2-0, 1-2                                      | Motagua                                       | Martìn Garcìa                                 |                                               |
| Clausura 2018 | Marathón                                      | 1-1, 0-0 (5-4 pen.)                           | Motagua                                       | Héctor Vargas                                 | Real Sociedad                                 |
| Apertura 2018 | Motagua                                       | 2-0, 0-1                                      | Olimpia                                       | Diego Vásquez                                 |                                               |
| Clausura 2019 | Motagua                                       | 2-2, 1-0                                      | Olimpia                                       | Diego Vásquez                                 | Juticalpa                                     |
| Apertura 2019 | Olimpia                                       |                                               | Marathón                                      | Pedro Troglio                                 |                                               |
| Clausura 2020 | Cancellato a causa della pandemia di Covid-19 | Cancellato a causa della pandemia di Covid-19 | Cancellato a causa della pandemia di Covid-19 | Cancellato a causa della pandemia di Covid-19 | Cancellato a causa della pandemia di Covid-19 |
| Apertura 2020 | Olimpia                                       | 2-0, 1-0                                      | Marathón                                      | Pedro Troglio                                 |                                               |
| Clausura 2021 | Olimpia                                       | 1-2, 1-0 (4-3 pen.)                           | Motagua                                       | Pedro Troglio                                 | Real de Minas                                 |
| Apertura 2021 | Olimpia                                       | 2-0, 1-0                                      | Real España                                   | Pedro Troglio                                 |                                               |
| Clausura 2022 | Motagua                                       | 3-0, 0-2                                      | Real España                                   | Hernan Medina                                 | Platense                                      |
| Apertura 2022 | Olimpia                                       | 1-0, 2-0                                      | Motagua                                       | Pedro Troglio                                 |                                               |
| Clausura 2023 | Olimpia                                       | 2-2, 3-2                                      | Olancho                                       | Pedro Troglio                                 | Honduras Progreso                             |
| Apertura 2023 | Olimpia                                       | 0-0, 2-1                                      | Motagua                                       | Agustin Azumendi                              |                                               |
| Clausura 2024 | Olimpia                                       | 3-1, 2-2                                      | Marathón                                      | Pedro Troglio                                 |                                               |
| Apertura 2024 | Motagua                                       | 1-1, 1-0                                      | Olimpia                                       | Diego Vázquez                                 |                                               |
| Clausura 2025 | Olimpia                                       | 2-1, 4-1                                      | Real España                                   | Pedro Troglio                                 |                                               |

## Vittorie per squadra
| Club              | Titoli | 2° | Stagioni | Stagioni 2° |
| ----------------- | ------ | -- | --- | --- |
| Olimpia           | 39     | 19 | 1966, 1967, 1969, 1971, 1977, 1982, 1984, 1986, 1987, 1989, 1992, 1995, 1996, 1999, Ap. 2000-01, Ap. 2002-03, Cl. 2003-04, Cl. 2004-05, Ap. 2005-06, Cl. 2005-06, Cl. 2007-08, Cl. 2008-09, Cl. 2009-10, Ap. 2011-12, Cl. 2011-12, Ap. 2012-13, Cl. 2012-13, Cl. 2013-14, Cl. 2014-15, Cl. 2015-16, A 2019, A 2020, C 2021, A 2021, A 2022, C 2023, A 2023, C 2024, C 2025 | 1965, 1968, 1970, 1975, 1988, 1994, Cl. 1997-98, Ap. 1999-00, Cl. 1999-00, Cl. 2000-01, Cl. 2001-02, Ap. 2003-04, Ap. 2004-05, Ap. 2006-07, Ap. 2009-10, Ap. 2010-11, Cl. 2010-11, Ap. 2014-15, A 2018, C 2019, A 2024 |
| Motagua           | 19     | 16 | 1968, 1970, 1973, 1978, 1991, Ap. 1997-98, Cl. 1997-98, Ap. 1999-00, Cl. 1999-00, Ap. 2001-02, Ap. 2006-07, Cl. 2010-11, Ap. 2014-15, Ap. 2016-17, Cl. 2016-17, A 2018, C 2019, C 2022, A 2024 | 1969, 1974, 1976, 1982, 1990, 1993, Cl. 2002-03, Ap. 2007-08, Cl. 2009-10, Cl. 2014-15, Ap. 2015-16, A 2017, C 2018, C 2021, A 2022, A 2023                                                                            |
| Real España       | 12     | 12 | 1974, 1975, 1976, 1980, 1988, 1990, 1993, Ap. 2003-04, Cl. 2006-07, Ap. 2010-11, Ap. 2013-14, Ap. 2017-18 | 1977, 1978, 1986, 1989, 1991, 1995, Ap. 1997-98, 1999, Ap. 2008-09, Cl. 2008-09, Ap. 2011-12, A 2021, C 2022, C 2025                                                                                                   |
| Marathón          | 9      | 14 | 1979, 1985, Cl. 2001-01, Cl. 2002-03, Ap. 2004-05, Ap. 2007-08, Ap. 2008-09, Ap. 2009-10, C 2018 | 1966, 1967, 1973, 1980, 1987, Ap. 2001-02, Cl. 2003-04, Cl. 2004-05, Ap. 2005-06, Cl. 2006-07, Cl. 2007-08, Cl. 2011-12, Cl. 2013-14, A 2019, A 2020, C 2024                                                           |
| Vida              | 2      | 3  | 1981, 1983 | 1971, 1984, 1985 |
| Platense          | 2      | 4  | 1965, Cl. 2000-01 | 1996, Ap. 2000-01, Ap. 2002-03, A 2016 |
| Victoria          | 1      | 2  | 1994 | Cl. 2005-06, Ap. 2012-13 |
| Honduras Progreso | 1      | 1  | Ap. 2015-16 | C 2017 |
| Real Sociedad     | -      | 4  | | Cl. 2012-13, Ap. 2013-14, Ap. 2014-15, Cl. 2015-2016 |
| Universidad       | -      | 2  | | 1979, 1983 |
| Atlético Morazán  | -      | 1  | | 1981 |
| Petrotela         | -      | 1  | | 1992 |
| Olancho           | -      | 1  | | C 2023 |